# Hannah Soar
Hannah Soar (Somers, 4 giugno 1999) è una sciatrice freestyle statunitense, specializzata in gobbe e gobbe in parallelo.

## Biografia
Specializzata in gobbe e gobbe in parallelo e attiva in gare FIS dal dicembre 2013, la Soar ha debuttato in Coppa del Mondo il 2 febbraio 2017, giungendo 19ª nelle gobbe a Deer Valley e ha ottenuto il suo primo podio il 15 dicembre 2019 chiudendo 3ª nella stessa specialità a Thaiwoo, nella gara vinta dalla francese Perrine Laffont.
In carriera ha preso parte a una rassegna olimpica e a una iridata.

## Palmarès

### Coppa del Mondo
- Miglior piazzamento nella Coppa del Mondo generale di gobbe: 3ª nel 2021
- 8 podi:
  - 2 secondi posti
  - 6 terzi posti